# Okres Fehérgyarmat
Okres Fehérgyarmat (maďarsky Fehérgyarmati járás) je jedním ze třinácti okresů maďarské župy Szabolcs-Szatmár-Bereg. Jeho centrem je město Fehérgyarmat.

## Sídla
V okrese se nachází celkem 50 měst a obcí.
Města
- Fehérgyarmat

Městyse
- Kölcse
- Tiszabecs

Obce
- Botpalád
- Csaholc
- Csegöld
- Császló
- Cégénydányád
- Darnó
- Fülesd
- Gacsály
- Garbolc
- Gyügye
- Hermánszeg
- Jánkmajtis
- Kisar
- Kishódos
- Kisnamény
- Kispalád
- Kisszekeres
- Kérsemjén
- Kömörő
- Magosliget
- Milota
- Mánd
- Méhtelek
- Nagyar
- Nagyhódos
- Nagyszekeres
- Nemesborzova
- Nábrád
- Olcsvaapáti
- Panyola
- Penyige
- Rozsály
- Sonkád
- Szamossályi
- Szamosújlak
- Szatmárcseke
- Tiszacsécse
- Tiszakóród
- Tisztaberek
- Tivadar
- Tunyogmatolcs
- Túristvándi
- Túrricse
- Uszka
- Vámosoroszi
- Zajta
- Zsarolyán